# Rue de la Loi 84-86
 (juillet 2025).
Les immeubles situés à la rue de la Loi 84-86 à Bruxelles sont des bâtiments de bureaux appartenant à la Commission européenne. Dessiné en 1971 par les architectes belgo-suisse André et Jean Polak, ils ont été construits en 1973 pour le compte de M.L.O Limited. Ces bâtiments s’inscrivent dans le cadre du développement architectural du quartier européen de Bruxelles.

## Localisation
Les immeubles situés au 84-86, rue de la Loi à Bruxelles se trouvent dans le quartier européen, qui abrite de nombreuses institutions de l’Union européenne. Ils sont situés à proximité immédiate du bâtiment Berlaymont, siège de la Commission européenne.
Les immeubles sont bien desservi par les transports en commun. La station de métro Schuman, située à proximité, relie directement le quartier européen aux autres parties de Bruxelles.
Les édifices sont également proche du Parc du Cinquantenaire, un espace vert emblématique de la ville, souvent fréquenté par les employés des institutions européennes voisines.

## Histoire
Dans les années 1960, l’idée de créer un quartier européen à Bruxelles a émergé en raison de la nécessité d’un siège administratif pour les institutions européennes. Cette initiative a été soutenue par des investissements importants du gouvernement belge, qui a encouragé la construction de bureaux modernes et le développement d’infrastructures adaptées. Ces transformations rapides, qualifiées de «bruxellisation», ont permis à Bruxelles de devenir un centre administratif majeur de l’union européenne.
En 1971, six bâtiments indépendants se trouvaient à l’emplacement actuel des deux immeubles situés au 84-86, rue de la Loi. Selon les archives de Bruxelles, les bâtiments ont été démolis pour permettre la construction d’un projet conçu par les architectes André et Jean Polak, pour le compte de M.L.O Limited. En premier lieu fut la démolition des maisons numéros 94-96-98 car le permis de bâtir a été obtenu en premier lieu le 3 août 1972 et les travaux ont commencé le 22 janvier 1973. Le permis pour les maisons numéros 88-90-92 a été accordé le 17 mai 1973 et les travaux ont débuté le 25 septembre 1973. La construction des deux bâtiments fût terminé le 21 janvier 1975. Cela explique pourquoi deux bâtiments distincts, mais ayant la même fonction, ont été construits à cet endroits plutôt qu’un seul bâtiment.
En 1981,un raccord a été réalisé à l’arrière des deux immeubles pour permettre une meilleure utilisation des espaces. En 2012, la toiture du rez-de-chaussée a fait l’objet de travaux d’entretien. La dernière intervention date de 2017 par la rénovation de la façade avant des 2 immeubles 84-86 par le bureau d’architecture Roose Partners. Les architectes ont unifier visuellement les 2 immeubles pour qu’ils ne fassent qu’un depuis l’extérieur.

### Conception architectural
Les plans des bâtiments ont été dessiné par les architectes belgo-suisse André et Jean Polak. André Polak né le 19 janvier 1914, est diplômé de l’école des beaux-arts de Paris en 1941 et Jean Polak né le 13 juin 1920, est diplômé de l’atelier Henry Lacoste à l’académie de Bruxelles. Ils réaliseront de nombreux édifices comme la villa Empain en 1931 ou l’Atomium en 1951.

## Architecture

### Composition de l'édifice
Les immeubles présentent une architecture contemporaine, avec une structure de style poteaux poutres en béton armé afin d’avoir des grands plateaux vides et facilement aménageable. Ils présentent une morphologie rectangulaire, avec la juxtaposition de 11 niveaux, dont deux sont souterrains. Les sixième et septième étages sont en retraits par rapport à la façade principale, formant des balcons orientés vers la rue de la Loi. Le huitième étage, quant à lui, est en retrait à la fois par rapport à la façade avant et la façade arrière de l’immeuble. À l’arrière des édifices, un autre volume rectangulaire ressort de la structure principale, qui est  lié par le rez-de-chaussée et les deux niveaux souterrains de l’édifice en lui-même. Le rez-de-chaussée a pour fonction d’accueillir et de contrôler les personnes qui accède l’immeuble, les niveaux souterrains sont utilisées comme parking et locaux techniques et les autres niveaux sont utilisées comme bureaux. Les immeubles mesurent 29,78 mètre de haut et avec les deux niveaux souterrains 36,74 mètre, et ont pour longueur de 73,06 mètre.

### Façades
L’ancienne façade-avant était divisée en deux parties différentes, en raison de la construction tardive de l’immeuble situé au numéro 84 par rapport à celui du numéro 86. Bien que les deux immeubles comportent le même nombre d’étages, l’immeuble situé au numéro 84 était plus haut de 82 centimètres. La façade était composée de pierre de parement et de profilés en aluminium anodisé de teinte bronze, lui conférant un aspect moderne adapté au contexte du quartier européen. Cependant, des problèmes d’étanchéité et des infiltrations, notamment au niveau des jonctions entre les châssis et les éléments de parement, ont conduit à une étude technique. Cette dernière, commandée par le maître de l’ouvrage, a conclu à la nécessité de remplacer entièrement la façade avant.

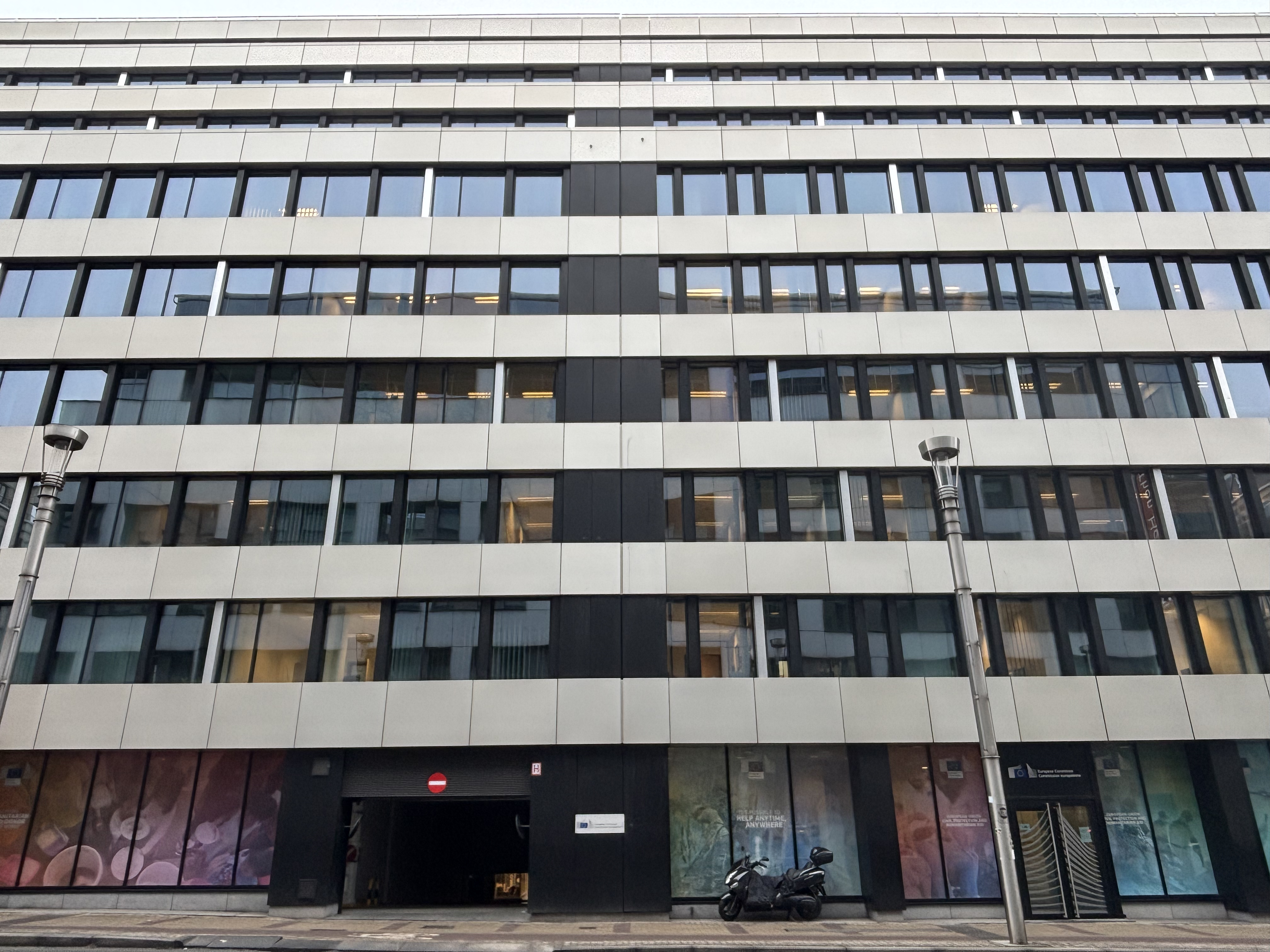
Séparation de la façade des deux immeubles rue de la Loi 84-86

La nouvelle façade s’inscrit dans une continuité architecturale avec l’écriture du bâti existant tout en répondant aux exigences techniques et durables. L’intervention prévoit la démolition des éléments de façade d’origine, comprenant le bardage en pierre, les châssis et les éléments métalliques, pour laisser place à une structure unifiée. Les nouveaux châssis sont intégrés dans un système de mur-rideau fixé sur les supports métalliques conservés, qui ont été jugés en bon état.
Le bardage de la nouvelle façade est constitué de cassettes métalliques en aluminium anodisé de teinte claire, fixées sur une ossature portante. Ces cassettes, disposées de manière à accentuer l’horizontalité, sont complétées par des capotages en aluminium naturel poli et en aluminium anodisé gris mat aux jonctions des châssis, apportant une variation visuelle cohérente à l’ensemble.
Les châssis présentent des cadres périphériques en gris foncé, mettant en valeur le relief et la profondeur de la façade. Au niveau du rez-de-chaussée, les parties pleines et les colonnes sont habillées d’un capotage en aluminium gris foncé, différenciant visuellement cette section des étages supérieurs et apportant une impression de légèreté à l’ensemble architectural.
La façade arrière des bâtiments est d’origine, elle n’a pas été touchée car elle n’est pas visible depuis la rue principale. La façade est divisée en deux parties distinctes. Elle est composée de parement de brique et de profilés en aluminium anodisé de teinte bronze.

### Volume arrière
Cette partie des immeuble est divisée en deux volumes distincts, construits en béton armé selon un système poteaux-poutres, comme l’ensemble de la structure principale. Les ouvertures permettant l’éclairage intérieur sont situées sur la toiture, sous forme de lanterneaux, et il n’existe aucun puits de lumière sur les façades.
Les patios intégrés dans ces volumes jouent également un rôle dans l’apport de lumière naturelle. Aménagés avec de la végétation, ils offrent un espace vert à l’intérieur des bâtiments, contribuant à un cadre de travail plus agréable et à une meilleure intégration environnementale.

### Espace intérieur
Les bâtiments adoptent un plan libre grâce à une structure poteaux-poutres en béton armé, offrant une grande flexibilité dans l’aménagement des espaces intérieurs. Chaque niveau est organisé autour d’un noyau central, qui regroupe les circulations verticales. Ce noyau intègre un escalier principal, un ascenseur, ainsi que des sanitaires. Un escalier de secours est également prévu, garantissant le respect des normes de sécurité.

## Valeurs patrimoniales
Raisons justifiant la sélection en tant que bâtiment de valeur remarquable et universelle :

### Aspect technique et architectural
La façade des immeubles incarnent un subtil équilibre entre le respect de l'ancienne structure et une approche contemporaine. Elles présentent une composition rythmée qui rend hommage à l'architecture d’origine, tout en intégrant des matériaux modernes qui apportent une touche de modernité à l’ensemble. Ce traitement architectural favorise une continuité visuelle avec les constructions voisines, tout en affirmant l’identité unique de ces bâtiments. Leur conception s’inscrit dans une démarche cohérente avec l’évolution architecturale du quartier, où les façades contemporaines dominent aujourd’hui la rue de la Loi.

### Intégration urbaine et fonctionnelle
L’intégration de ces bâtiments dans le tissu urbain traduit une volonté de répondre aux évolutions du quartier. Destinés principalement à des usages administratifs, ils s’alignent avec la transformation progressive de la rue de la Loi, marquée par l’essor des institutions européennes et des activités qui y sont liées. Cette orientation fonctionnelle reflète les besoins contemporains du quartier, désormais tourné vers une vocation institutionnelle et administrative.
En conclusion, les immeubles du 84-86 rue de la Loi s’inscrivent dans une logique d’évolution architecturale et fonctionnelle qui accompagne les dynamiques urbaines actuelles.